# 1581 Abanderada
1581 Abanderada eller 1950 LA1 är en asteroid i huvudbältet som upptäcktes den 15 juni 1950 av den argentinske astronomen Miguel Itzigsohn vid La Plata observatoriet. Den har fått sitt namn efter det spanska ordet Abanderada som betyder Fanbärare och syftar på Eva Perón.
Asteroiden har en diameter på ungefär 29 kilometer och den tillhör asteroidgruppen Themis.